# Gee Dixon
George Manu Dixon-Coker, känd som Gee Dixon, född 11 april 1991 i Flemingsbergs församling, är en svensk hiphopartist.
George Dixon växte upp i Visättra i Huddinge och uppmärksammades i Carlitos ”Krigarsjäl remix” med artister som Timbuktu, Moms och Fille. År 2013 debuterade han med sin första singel, ”Gunshotta Blaze” på Mack Beats album Centrum.
Samma år medverkade han i första säsongen av TV4:s Lyckliga gatan, där han tolkade Arja Saijonmaas ”Jag vill tacka livet”.
I april 2015 släppte Gee Dixon ”Groupie” som gästas av Stor och Keya. I november samma år släpptes debut-EP:n Dimman genom Poca Luz Recordings, ett skivbolag ägt av Redline Records.
2019 släppte han Paraply, som skulle kunna beskrivas som ett mixtape. Gee Dixon vill dock inte etikettera släppet utan menar att lyssnarna själva får avgöra vad de kategoriserar släppet som.

Gee Dixon är supporter till fotbollslaget Djurgårdens IF och har släppt låten Huvudstaden är blå, som handlar om klubben och supporterskapet.

## Diskografi

### Studioalbum
| År   | Albumdetaljer          |
| ---- | ---------------------- |
| 2019 | Paraply - Släppt: 2019 |

### EP
| År   | Albumdetaljer                                                                               |
| ---- | ------------------------------------------------------------------------------------------- |
| 2015 | Dimman - Släppt: 17 november 2014 - Skivbolag: Poca Luz Recordings / Universal Music Sweden |

### Singlar
| År   | Titel                | Album        |
| ---- | -------------------- | ------------ |
| 2019 | Huvudstaden är Blå   | –            |
| 2018 | Sicario              | Sicario      |
| 2018 | Culo                 | Culo         |
| 2018 | Stack Up             | Stack Up     |
| 2018 | Chikita              | Chikita      |
| 2018 | Gomorra              | Gomorra      |
| 2018 | Stone Island         | Stone Island |
| 2017 | La Madrina           | La Madrina   |
| 2017 | Katching             | Katching     |
| 2017 | Ey boi nakam         | Ey boi nakam |
| 2017 | Denna Dunya          | Denna Dunya  |
| 2016 | Shouf                | Shouf        |
| 2015 | Alltid 100           | Dimman       |
| 2015 | Groupie              | Dimman       |
| 2014 | Jag vill tacka livet | —            |
| 2014 | Mitt Liv             | —            |
| 2014 | Molnen Skingras      | —            |
| 2013 | Gunshotta Blaze      | Centrum      |